# Вудгранж-парк (станція)
51°32′55″ пн. ш. 0°02′43″ сх. д. / 51.5487° пн. ш. 0.0454° сх. д.
Вудгранж-парк (англ. Woodgrange Park) — станція London Overground лінії Gospel Oak to Barking Line, розташована у районі Манор-парк, боро Ньюгем.
Тарифна зона — 3/4.
, 
за 19.3 км від станції Госпел-Оук 
В 2019 році пасажирообіг станції, склав 0.629 млн осіб
9 липня 1894: відкриття станції

## Пересадки
- London Bus: 25, 86, 425, N25 та N86 [5]
- Манор-парк